# Paddy
Paddy är en irländsk smeknamnsform som förkortning av Padraig eller Patrick. Sedan 1700-talet har det använts som öknamn på irländare.